# Поєнарі (Сучава)
Поєнарі (рум. Poienari) — село у повіті Сучава в Румунії. Адміністративно підпорядковане місту Долхаска.
Село розташоване на відстані 330 км на північ від Бухареста, 39 км на південний схід від Сучави, 78 км на захід від Ясс.

## Населення
За даними перепису населення 2002 року у селі проживали 305 осіб, усі — румуни. Усі жителі села рідною мовою назвали румунську.